# Diócesis de Reikiavik
La diócesis de Reikiavik (en latín: Dioecesis Reykiavikensis y en islandés: Biskupsdæmi Reykjavíkur) es una circunscripción eclesiástica de la Iglesia católica en Islandia. Se trata de una diócesis latina, inmediatamente sujeta a la Santa Sede. Desde el 18 de septiembre de 2015 su obispo es Dávid Bartimej Tencer, de la Orden de los Hermanos Menores Capuchinos.

## Territorio y organización

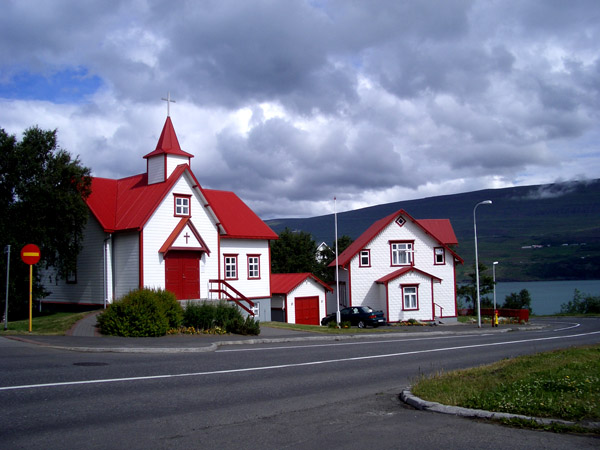
Iglesia de San Pedro, en Akureyri

La diócesis tiene 103 125 km² y extiende su jurisdicción sobre los fieles católicos de rito latino residentes en todo el territorio de Islandia.

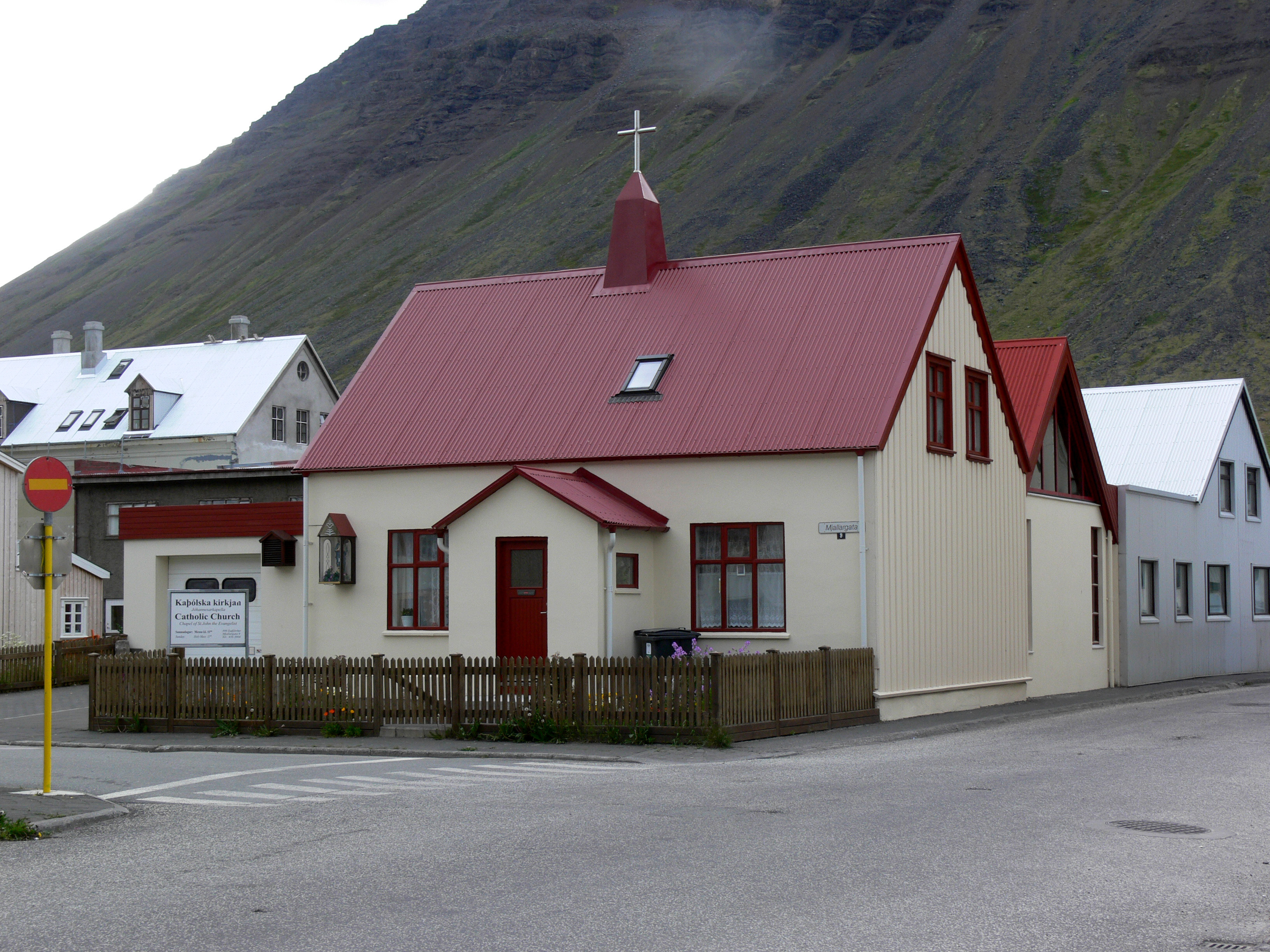
Iglesia de San Juan el Apóstol, en Ísafjörður

La sede de la diócesis se encuentra en la ciudad de Reikiavik, en donde se halla la Catedral basílica de Cristo Rey.
En 2023 en la diócesis existían 8 parroquias:
- Catedral basílica de Cristo Rey (Kristssókn) en Reikiavik. Brinda servicios en islandés, español, polaco e inglés. Incluye la capilla de Nuestra Señora del Perpetuo Socorro en Stykkishólmsbær y servicios en Grundarfjörður y en Ólafsvík.
- San Juan el Apóstol (Sókn hl. Jóhannesar postula) en Ísafjörður. Hay además servicios en Suðureyri.
- Santa María (St. Maríusókn) en Reikiavik. Brinda servicios en islandés e inglés. Además hay servicios en Selfoss y en iglesias luteranas en Þorlákshöfn, Vestmannaeyjar (en islandés y polaco) y Hvolsvöllur.
- San José (St. Jósefssókn) en Hafnarfjörður. Brinda servicios en islandés, lituano y polaco y en un monasterio carmelita.
- San Pedro (St. Péturssókn) en Akureyri. Hay además servicios en la capilla carmelita.
- San Torlak (St. Þorlákssókn) en Reyðarfjörður. Brinda servicios en islandés y polaco. Hay una capilla en Egilsstaðir y la iglesia de la Sagrada Familia y San Juan María Vianney en Höfn in Hornafjörður.
- San Juan Pablo II (St. Jóhannesar Páls II sókn) en Keflavík. Brinda servicios en islandés y polaco.
- San Francisco de Asís (Sókn hl. Frans frá Assisi) en Stykkishólmur.

## Historia

### Antecedentes
Antes de la Reforma protestante la Iglesia católica tenía dos diócesis en Islandia: Skálholt (erigida en 1056) y Hólar (erigida en 1106). Las dos diócesis fueron convertidas a la fuerza al luteranismo por el rey Cristián III de Dinamarca, pese a la resistencia de la población católica, en 1542 y 1550 respectivamente. Las autoridades danesas prohibieron la entrada de sacerdotes católicos al país.
Los católicos remanentes en el norte de Europa fueron puestos secretamente en 1582 bajo la jurisdicción del nuncio apostólico en Colonia en Alemania. Al ser creada en 1622 la Sagrada Congregación para la Propagación de la Fe (Propaganda Fide) tomó a su cargo las misiones en Dinamarca y Noruega, poniendo a su frente al nuncio apostólico en Bruselas. En 1688 Dinamarca, Noruega y Suecia pasaron a ser parte del vicariato apostólico de Alemania Septentrional, con los obispos de Paderborn actuando como administradores. La libertad de cultos fue establecida en Dinamarca en 1849. La prefectura apostólica del Polo Norte fue erigida el 8 de diciembre de 1855 incluyendo a Islandia, por lo que los misioneros católicos regresaron a Islandia en 1857. El primer misionero católico que llegó a Islandia en el siglo XIX fue Bernard Bernard. El 17 de agosto de 1869, con la disolución de la prefectura apostólica del Polo Norte, Islandia quedó bajo la jurisdicción de la prefectura apostólica de Dinamarca, que el 15 de marzo de 1892 fue elevada a vicariato apostólico.

### Sede en Islandia
Luego de que Islandia se independizara de Dinamarca el 11 de diciembre de 1918 la prefectura apostólica de Islandia fue erigida el 12 de junio de 1923 separando Islandia del vicariato apostólico de Dinamarca (hoy diócesis de Copenhague), mediante el breve Insula Islandia del papa Pío XI. Fue confiada a los misioneros de la Compañía de María Monfortana.
El 6 de junio de 1929 fue elevada al rango de vicariato apostólico mediante el breve Cum ex apostolico del papa Pío XI. Los dos vicarios apostólicos portaron el título de obispos titulares de Hólar.
A mediados del siglo XX el número de católicos en Islandia aumentó significativamente debido a los inmigrantes de varios países católicos.
El 18 de octubre de 1968 el vicariato apostólico de Islandia fue elevado a diócesis de Reikiavik mediante la bula Cum Ecclesia del papa Pablo VI.

## Estadísticas
Según el Anuario Pontificio 2024 la diócesis tenía a fines de 2023 un total de 14 912 fieles bautizados.
| Año                                                                             | Población            | Población | Población      | Sacerdotes | Sacerdotes    | Sacerdotes    | Bautizados por sacerdote | Diáconos permanentes | Religiosos | Religiosos | Parroquias |
| Año                                                                             | Bautizados católicos | Total     | % de católicos | Total      | Clero secular | Clero regular | Bautizados por sacerdote | Diáconos permanentes | Varones    | Mujeres    | Parroquias |
| ------------------------------------------------------------------------------- | -------------------- | --------- | -------------- | ---------- | ------------- | ------------- | ------------------------ | -------------------- | ---------- | ---------- | ---------- |
| 1950                                                                            | 443                  | 140 000   | 0.3            | 7          | 1             | 6             | 63                       |                      | 3          | 59         | 2          |
| 1970                                                                            | 1327                 | 203 600   | 0.7            | 9          | 2             | 7             | 147                      |                      | 7          | 59         | 2          |
| 1980                                                                            | 1571                 | 226 339   | 0.7            | 9          | 3             | 6             | 174                      |                      | 6          | 50         | 2          |
| 1990                                                                            | 2367                 | 253 482   | 0.9            | 12         | 8             | 4             | 197                      |                      | 4          | 50         | 4          |
| 1999                                                                            | 3513                 | 275 277   | 1.3            | 12         | 7             | 5             | 292                      |                      | 5          | 35         | 4          |
| 2000                                                                            | 3827                 | 278 702   | 1.4            | 12         | 6             | 6             | 318                      |                      | 6          | 39         | 4          |
| 2001                                                                            | 4307                 | 282 845   | 1.5            | 12         | 6             | 6             | 358                      |                      | 6          | 35         | 4          |
| 2002                                                                            | 5200                 | 288 201   | 1.8            | 10         | 6             | 4             | 520                      |                      | 4          | 36         | 4          |
| 2003                                                                            | 5211                 | 288 201   | 1.8            | 11         | 6             | 5             | 473                      |                      | 5          | 36         | 4          |
| 2004                                                                            | 5582                 | 290 490   | 1.9            | 11         | 6             | 5             | 507                      |                      | 5          | 34         | 4          |
| 2010                                                                            | 9625                 | 317 593   | 3.0            | 16         | 5             | 11            | 601                      |                      | 11         | 32         | 5          |
| 2014                                                                            | 11 454               | 325 671   | 3.5            | 15         | 7             | 8             | 763                      |                      | 8          | 29         | 5          |
| 2015                                                                            | 12 057               | 329 100   | 3.6            | 16         | 5             | 11            | 754                      |                      | 8          | 29         | 6          |
| 2017                                                                            | 13 000               | 338 405   | 3.8            | 15         | 9             | 6             | 866                      |                      | 7          | 29         | 7          |
| 2020                                                                            | 14 619               | 364 260   | 4.0            | 14         | 8             | 6             | 1044                     | 1                    | 7          | 31         | 8          |
| 2022                                                                            | 14 702               | 376 000   | 3.9            | 16         | 9             | 7             | 918                      | 1                    | 7          | 33         | 8          |
| 2023                                                                            | 14 912               | 387 758   | 3.9            | 15         | 10            | 5             | 996                      | 1                    | 5          | 34         | 8          |
| Fuente: Catholic-Hierarchy, que a su vez toma los datos del Anuario Pontificio. |                      |           |                |            |               |               |                          |                      |            |            |            |

## Episcopologio
- Martin Meulenberg, S.M.M. † (12 de junio de 1923-3 de agosto de 1941 falleció)
- Johánnes Gunnarsson, S.M.M. † (23 de febrero de 1942-14 de octubre de 1967 renunció)
  - Johannes Baptist Hubert Theunissen, S.M.M. † (14 de octubre de 1967-18 de octubre de 1968) (administrador apostólico)
- Hendrik Hubert Frehen, S.M.M. † (18 de octubre de 1968-31 de octubre de 1986 falleció)
- Alfred James Jolson, S.I. † (12 de diciembre de 1987-21 de marzo de 1994 falleció)
  - Joannes Baptist Matthijs Gijsen † (12 de octubre de 1995-24 de mayo de 1996 nombrado obispo) (administrador apostólico)
- Joannes Baptist Matthijs Gijsen † (24 de mayo de 1996-30 de octubre de 2007 retirado)
- Pierre Bürcher (30 de octubre de 2007-18 de septiembre de 2015 renunció)
- Dávid Bartimej Tencer, O.F.M.Cap., desde el 18 de septiembre de 2015